# Carlo Andrea Castagnola
Carlo Andrea Castagnola (Genova, 1652 – Genova, 1748) è stato un religioso e poeta italiano.

## Biografia
Il Castagnola fu un gesuita impegnato nella predicazione in varie città italiane ed anche insegnante ed oratore. È ricordato anche per essere stato l'autore di un poemetto in lingua genovese che narra le vicende di un medico, Orlando, durante il bombardamento navale su Genova da parte della flotta francese del Re Sole nel 1684, dal titolo L'arrivo in Vuoè dell'armà de Franza. Ziena insedià da ra mesma l'anno 1684. Cantilena dro dottò Orlando.

## Opere
- L'arrivo in Vuoè dell'armà de Franza. Ziena insedià da ra mesma l'anno 1684. Cantilena dro dottò Orlando